# Volkswagen Kommandeurswagen
Volkswagen Typ 87, även känd som Kommandeurswagen, är en fyrhjulsdriven terrängbil som tillverkades av Volkswagen mellan 1941 och 1944 primärt för den tyska försvarsmakten Wehrmacht. Motor och drivlina är densamma som i amfibiebilen Volkswagen Schwimmwagen, medan bilens kaross kommer från Volkswagen Typ 1. Bilarna byggdes vid Volkswagenwerk i Wolfsburg i totalt 564 exemplar, samt två extra bilar som byggdes av överblivna delar i november 1946 då fabriken var under brittisk kontroll.

## Användare
Typ 87 såldes nästan uteslutandes till Tysklands dåvarande försvarsmakt Wehrmacht och gick då främst till officerare eller andra högt uppsatta.

## Specialutrustning
Bilarna som gick till Afrika och armékåren Afrikakåren (Afrikakorps) var utrustade med så kallad tropisk utrustning. Denna utrustning skyddade bland annat luftfilter, förgasare och elkablar mot damm från sanden. Även speciella däck för att enklare kunna ta sig fram på sanden monterades.

## Galleri

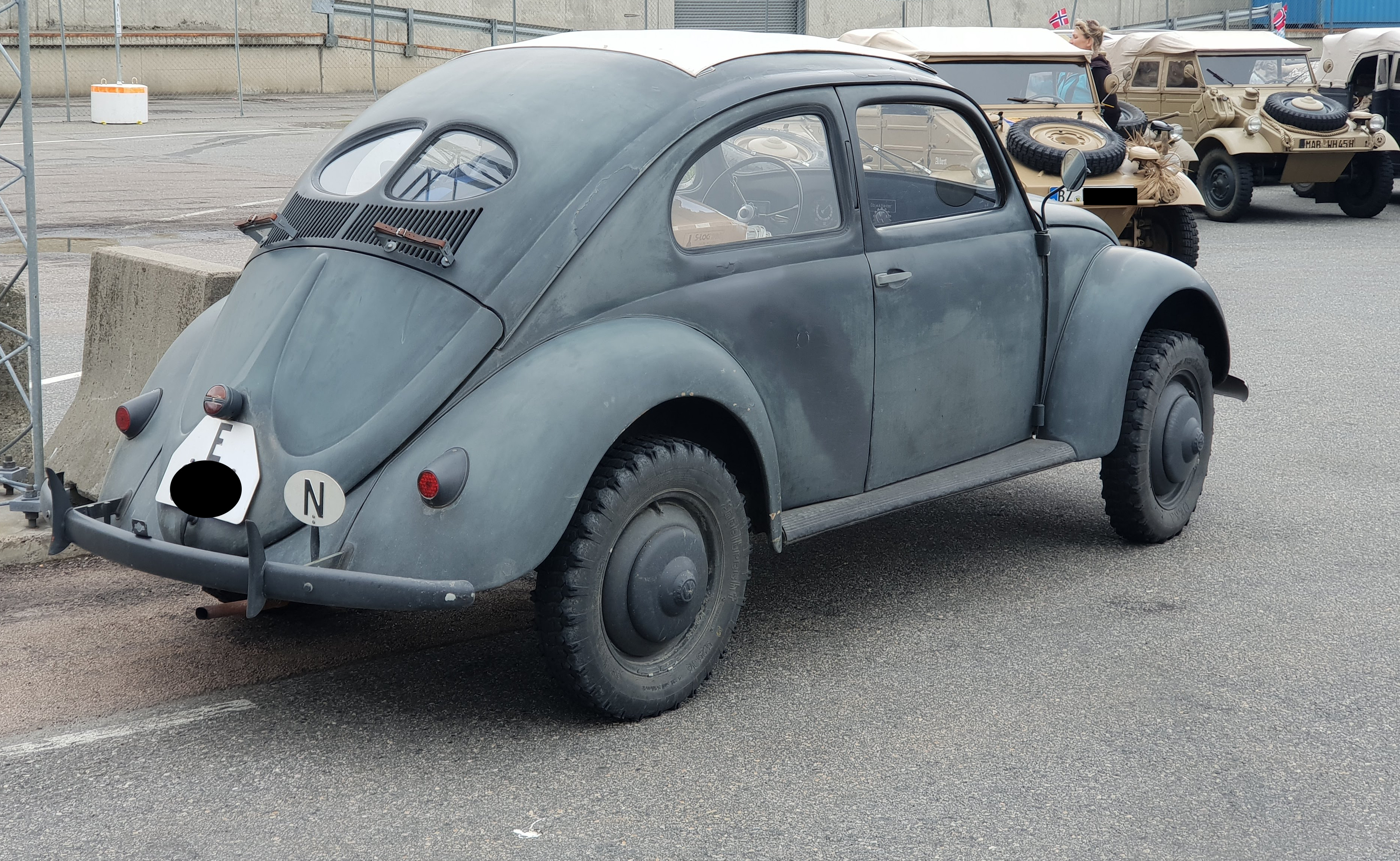
En Kommandeurswagen i Oslo, Norge. I bakgrunden syns flera Volkswagen Kübelwagen-bilar.